# 1078
Évszázadok: 10. század – 11. század – 12. század
Évtizedek: 1020-as évek – 1030-as évek – 1040-es évek – 1050-es évek – 1060-as évek – 1070-es évek – 1080-as évek – 1090-es évek – 1100-as évek – 1110-es évek – 1120-as évek
Évek: 1073 – 1074 – 1075 – 1076 –  1077 – 1078 – 1079 – 1080 – 1081 – 1082 – 1083

## Események
- január 7. – III. Niképhorosz bizánci császár trónra lépése (1081-ben lemond).
- március. – VII. Mikhaél bizánci császár lemondása.
- Canterburyi Anzelm Le Bec apátja lesz.
- Santiago de Compostelában elkezdődik a román stílusú templom építése.
- I. Vilmos angol király elrendeli a White Tower erőd építését Londonban.
- Jeruzsálem szeldzsuk uralom alá került.

## Halálozások
- I. Péter savoyai gróf (* 1048 / 1050).